# Меллуп, Жермен Яновна
Жэрмен Яновна Меллуп (21 ноября 1919, Петроград — 14 августа 1973, Ленинград) — мастер монументально-декоративной скульптуры, реставратор, керамистка; русская художница. Заслуженный художник РСФСР (1967).

## Биография
Отец Ян Эдуардович Меллуп (1888—1941, в блокаду). Фамилия образована от названия посёлка Меллупы (Mellupi), Латвия, выходцем из которой был Ян Эдуардович. Мать — Мария-Магдалена (Мадлен Гаральдовна) Бюхтгер (1889—1951), преподавательница французского языка в университете, дочь архитектора-художника Гаральда Германовича Бюхтгера (1860—1913).
- 1937 — окончила десятилетку
- 1938 — поступила в Академию художеств на скульптурный факультет (готовил к поступлению Г. А. Шульц).
- 1940 — участница Выставки фарфора в Русском музее
- 1942 — не эвакуировалась с академией в Самарканд, а осталась с семьёй в Ленинграде. Работала на заводе «Союзтрансприбор» в военизированной охране. Позднее эвакуировалась с детьми сестры и дочерью Василисой в Киргизию на озеро Иссык-Куль, где работала чернорабочей в колхозе имени Ворошилова.
- 1943 — переехала в Казань к старшей сестре.
- 1944 — осуждена по ложному обвинению и приговорена к 5 годам исправительно-трудовых лагерей. 11 месяцев пробыла в Харьковской тюрьме, после чего направлена на строительство Воркутинской железной дороги, но после пересмотра дела освобождена в 24 часа и вернулась в Казань.
- 1945 — Академия художеств вызвала Меллуп для продолжения учёбы.
- 1948 — окончила академию (диплом в мастерской А. Т. Матвеева и вступила в Союз художников (вероятно — кандидатом, в СХ числится с 1952)
- 1952—1954 — преподавала в Якутской музыкальной школе.
- 1965 — была у родных во Франции
- 1967 — выдвигалась на звание «Заслуженного художника РСФСР»[1]

## Творчество
По большей части работала в барельефе.

### Портреты
- В. К. Кюхельбекера, А. А. Дельвига, П. Я. Чаадаева, Г. Р. Державина, Н. М. Карамзина, В. А. Жуковского.
- Надгробие Виталия Бианки.Замечательная фигура скорбящей девочки с бурундуком на плече. Ж. Я. Меллуп была одной из первых учениц Бианки в его школе натуралистов[2][3].

### Скульптурно-реставрационные работы
- Барельефы в Шуваловском дворце.
- Фриз П. К. Клодта в Мраморном дворце.
- 6 тимпанов Строгановского дворца.
- 4 фигуры И. И. Теребнёва в Адмиралтействе[4].
- Апостолы Пётр и Павел в Спасо-Преображенском соборе[1].
- Пророк Моисей, апостол Иаков в Троицком соборе Александро-Невской лавры.

### Архитектурно-декоративная пластика.
- Вокзал в Пушкине — с Е. Г. Челпановой.
- Барельеф «Знамя мира».
- Рельефы зала Московского вокзала — С Верой Исаевой (также — в бригаде скульпторов, работавших над созданием Пискарёвского мемориального кладбища)
- Морские кони и дельфины. Армированный цемент — Скульпторы Ж. Я. Меллуп, Н. С. Кочуков и И. А. Венкова (Санкт-Петербург, Васильевский остров, Большой проспект, дома 87 и 89 — архитектор И. М. Чайко, начало 1950-х; перед каждым фасадом по четыре каменных столба, завершённых статуями морских коней, поддерживающих сильно выдвинутые балконы. Симметрично расположенные балконы-лоджии и пилястры увенчаны скульптурными изображениями дельфинов).
- Барельеф павильона СССР на Всемирной выставке в Брюсселе (1958) — Серебряная медаль[1][5]

## Ученики
Ксенофонт Николаевич Пшенников (р. 1926—2021) — окончил скульптурное отделение Якутского художественного училища (1955; класс Ж. Я. Меллуп). Народный художник Республики Саха (Якутия).